# A-7 (motor de coet)
L'A-7 és un motor de coet utilitzat en el coet Mercury-Redstone a diversos vols de finals del 1960 i principis del 1961, incloent-hi el vol del primer estatunidenc a l'espai, Alan Shepard. Aquest motor dissenyat per Rocketdyne era un derivat directe del motor A-6 dels míssils balístics Redstone. Els enginyers es decantaren per l'ús d'alcohol etílic com a propergol en lloc d'hidina, un combustible més potent, car l'alta toxicitat d'aquesta última podia haver representat un perill pels astronautes. El motor no era prou potent per posar la nau en òrbita, de manera que tots els vols del coet Mercury-Redstone foren suborbitals.